# Église Saint-Martin de Val-d'Auzon
L'église Saint-Martin est une église située à Val-d'Auzon, en France.

## Description

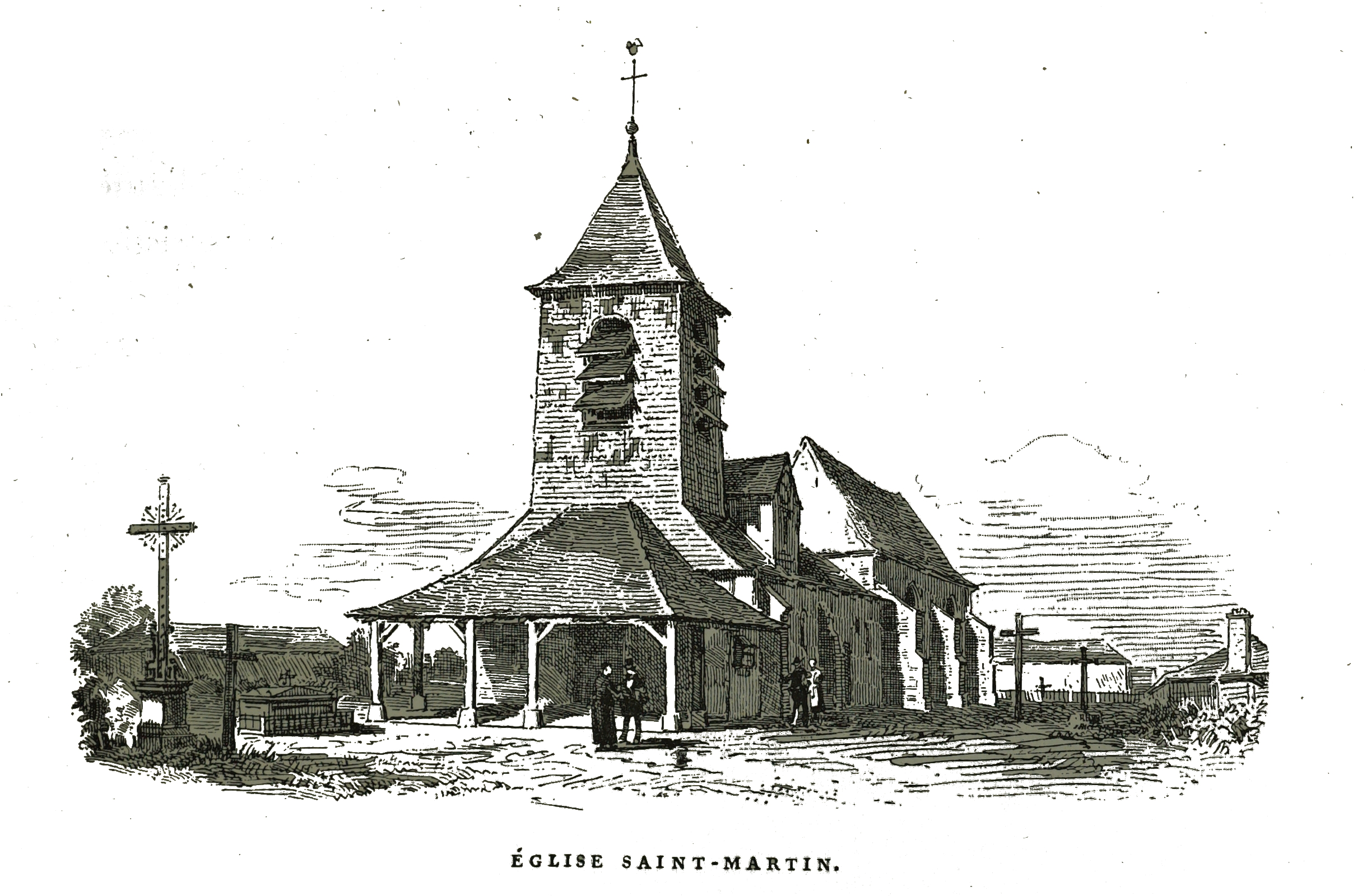
Dessin de Charles Fichot,
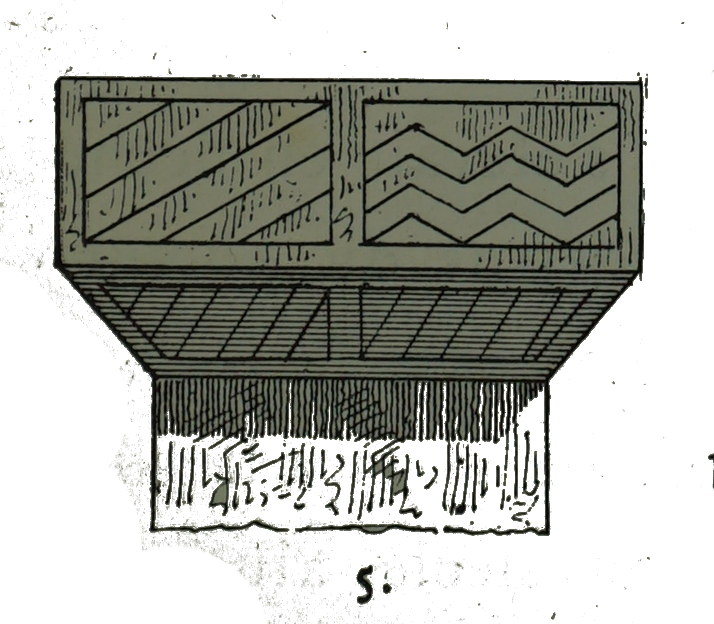
cuve baptismale,
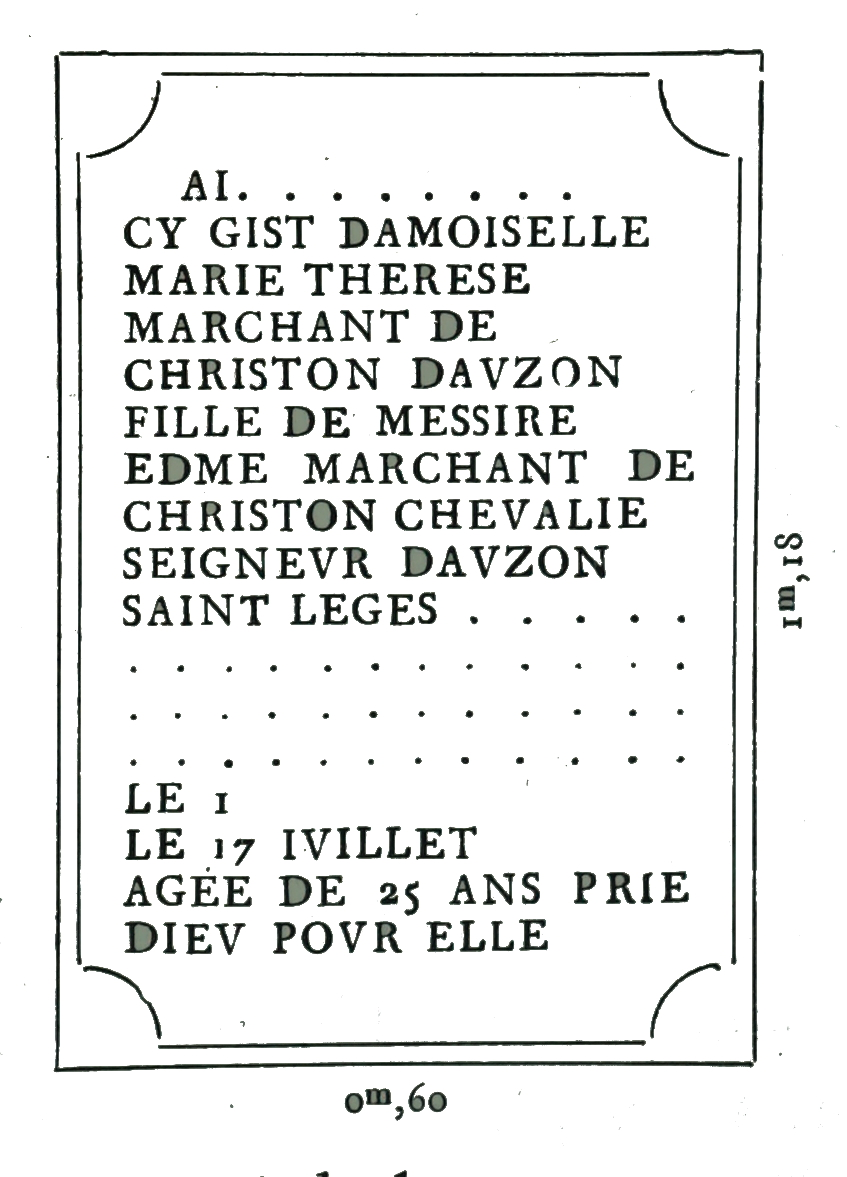
dédicace à Marie Therese Marchand,
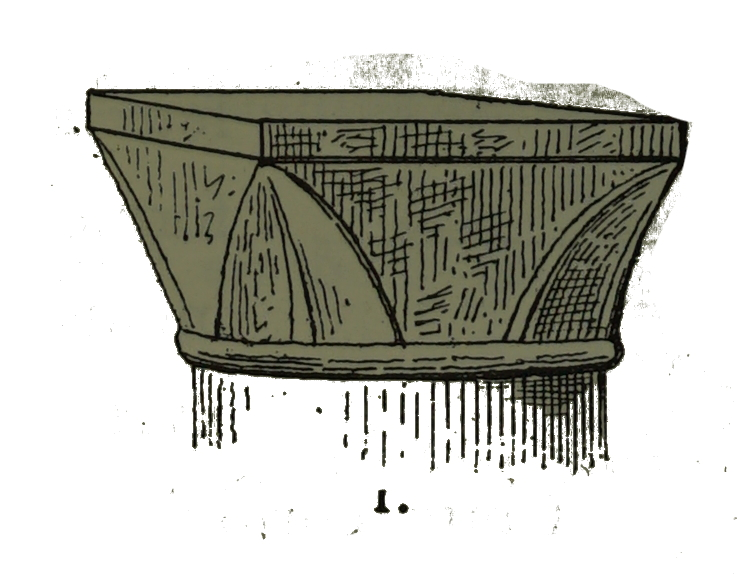
chapiteau.

## Localisation
L'église est située sur la commune de Val-d'Auzon, dans le département français de l'Aube.

## Historique
Il y avait un prieuré cure du doyenné de Brienne qui était la possession de l'abbaye de st-Loup. L'église est du XIIe siècle avec des remaniements du XVIe, il lui manque un bras de transept. 

L'édifice est inscrit au titre des monuments historiques en 1926.